# Отто, Райнхард
Райнхард Отто (нем. Reinhard Otto) — западно-германский дзюдоист, бронзовый призёр первенства Европы среди юниоров 1965 года, чемпион (1975) и бронзовый призёр (1977) чемпионатов ФРГ, победитель и призёр международных турниров, бронзовый призёр чемпионата Европы 1971 года в Гётеборге. Выступал в тяжёлой (свыше 93 кг) и абсолютной весовых категориях.